# John Mortimore
John Mortimore (Farnborough, 23 settembre 1934 – 26 gennaio 2021) è stato un calciatore e allenatore di calcio inglese.
Alla guida del Benfica ha vinto il campionato 1976-1977 e 1986-1987.

## Palmarès

### Giocatore
- Coppa di Lega inglese: 1

Chelsea: 1964-1965

### Allenatore
- Campionato portoghese: 2

Benfica: 1976-1977, 1986-1987
- Coppa del Portogallo: 2

Benfica: 1985-1986, 1986-1987
- Supercoppa di Portogallo: 1

Benfica: 1985